# 姥ケ滝
姥ヶ滝（うばがたき）は、石川県白山市にある滝である。日本の滝百選に選出されている
。

## 概要
白山白川郷ホワイトロードの蛇谷園地駐車場から遊歩道が整備されていて、野天風呂（足湯）の親谷の湯から滝が眺望できる。
落差111 mの岩肌をなめらかに流れ落ちる滝である。
近くにはふくべの大滝など多くの滝があり、四季折々の渓谷美が楽しめる。

## 由来
由来は諸説あるので白山白川郷ホワイトロードの紹介を参照のこと
。

## アクセス
- 白山白川郷ホワイトロード

## 舞台となった作品
※発表順
映画
- 将軍家光の乱心 激突 - 1989年の日本映画でアクション監督・千葉真一が滝を綱でよじ登るシーンを撮影[4]